# AEBSF
AEBSF或4-(2-氨乙基)苯磺酰氟盐酸盐（英語：4-(2-aminoethyl)benzenesulfonyl fluoride hydrochloride）是一种水溶性的不可逆的丝氨酸蛋白酶抑制剂，相对分子量239.5，可抑制胰凝乳蛋白酶、激肽释放酶、纤溶酶、凝血酶、胰蛋白酶等蛋白酶，结构上类似于PMSF，但与之相比AEBSF在低pH下更稳定，常用浓度为 0.1 - 1.0 mM。

## 反应机理
AEBSF和PMSF都带有磺酰氟基团，属于磺酰卤类化合物，可作为磺酰化试剂，磺酰氟基与蛋白酶活性位点中的丝氨酸残基的羟基基团反应，形成磺酰化产物来抑制酶活性。